# The State
The State é o segundo álbum de estúdio da banda canadense Nickelback, lançado no dia 7 de março de 2000, pela gravadora Roadrunner Records.

## Faixas
1. "Breathe" – 3:58
2. "Cowboy Hat" – 3:55
3. "Leader Of Men" – 3:30
4. "Old Enough" – 2:45
5. "Worthy To Say" – 4:05
6. "Diggin' This" – 3:01
7. "Deep" – 2:47
8. "One Last Run" – 3:29
9. "Not Leavin' Yet" – 3:43
10. "Hold Out Your Hand" – 4:07
11. "Leader Of Men (Acoustic)" – 3:23

## Tabelas

### Paradas musicais
| Paradas (2000-01)                       | Melhor posição |
| --------------------------------------- | -------------- |
| Alemanha (Offizielle Deutsche Charts)   | 57             |
| Reino Unido (UK Albums Chart)           | 128            |
| Estados Unidos (Billboard 200)          | 130            |
| Estados Unidos (Top Independent Albums) | 6              |
| Estados Unidos (Top Heatseekers)        | 3              |

### Certificações
| País           | Certificador | Certificação |
| -------------- | ------------ | ------------ |
| Canadá         | MC           | Platina      |
| Reino Unido    | BPI          | Prata        |
| Estados Unidos | RIAA         | Platina      |